# 劉體舒
劉體舒（？年—1855年），字雲岩，雲南景東廳（今雲南省景东彝族自治县）人。清朝政治人物。

## 生平
道光十三年（1833年）癸巳科進士。授直隸廣宗縣知縣。道光二十一年（1840年），揀發廣西，署養利州知州，除融縣。進直隸州知州，授鬱林州。咸豐四年（1854年），權潯州府事，剿匪有功，經巡抚劳崇光奏荐，進思恩府知府，依舊權潯州事務。
咸豐五年（1855年），廣東反清义军李文茂等溯西江西上，進兵潯州，合天地會梁培友部，共萬餘人，晝夜環攻。七月，挖地洞攻小南門，劉體舒寫血書求援。八月，按察使張敬修、參將尹達章自平南督水師至石嘴，交戰不利。敵軍聞訊急攻，城陷。體舒暨桂平知縣李慶福、卸縣事舒樺被執不屈，就死。其事上聞，朝廷贈劉體舒贈太僕寺卿銜，賞世職。